# Neapolitánská Wikipedie
Neapolitánská Wikipedie (Wikipedia napulitana) je verze Wikipedie v neapolštině. V lednu 2022 obsahovala přes 14 600 článků a pracovali pro ni 3 správci. Registrováno bylo přes 26 000 uživatelů, z nichž bylo asi 30 aktivních. V počtu článků byla 133. největší Wikipedie.